# Leon Sulima (generał)

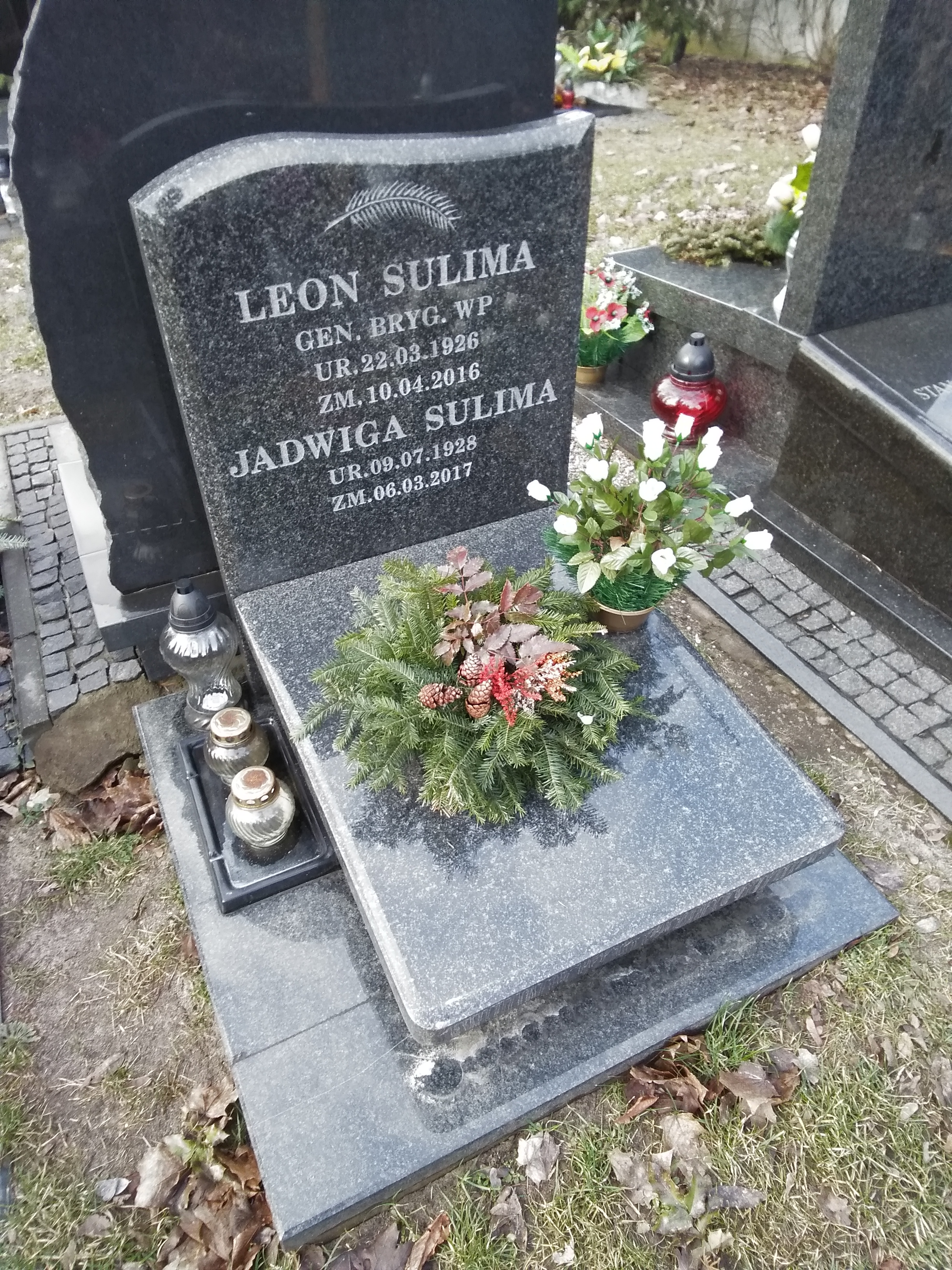
Grób gen. bryg. Leona Sulimy i jego żony Jadwigi na Cmentarzu Wojskowym na Powązkach

Leon Sulima (ur. 22 marca 1926 w Wierzchowiskach w powiecie Janów Lubelski, zm. 10 kwietnia 2016) – generał brygady WP.

## Życiorys
Syn Stanisława i Karoliny. Przed wybuchem wojny w 1939 skończył szkołę podstawową w Seroczynie, a podczas okupacji 3 klasy gimnazjum w Warszawie. W 1944 zdał tzw. małą maturę w Siedlcach. 1 grudnia 1944 wstąpił ochotniczo do WP jako szeregowy w obsłudze działa  21 Zapasowego Pułku Artylerii we Włodawie. Od stycznia 1945 słuchacz Oficerskiej Szkoły Artylerii w Chełmie, która jesienią 1945 została przeniesiona do Olsztyna, a w 1946 doTorunia. 25 maja 1947 promowany na stopień podporucznika w korpusie oficerów artylerii i wyznaczony na  dowódcę plutonu sztabowego w 55 pułku artylerii lekkiej w Olsztynie. Od 1948 był oficerem zwiadu 55 pułku, który został przeniesiony do  Morąga. Od stycznia 1949 do czerwca 1951 oficer zwiadu i szef sztabu dywizjonu artylerii rakietowej w Toruniu. Od czerwca 1951 dowódca 12 dywizjonu artylerii rakietowej w Komorowie k. Gubina (dywizjon wchodził w skład 19 Dywizji Zmechanizowanej w Torzymiu). Od 1953 w Szefostwie Artylerii Śląskiego Okręgu Wojskowego we Wrocławiu, gdzie służył jako starszy pomocnik szefa wydziału. W 1956 zdał maturę we Wrocławiu, a 1957–1958 ukończył Wyższy Akademicki Kurs Artylerii w Akademii Sztabu Generalnego WP. W 1958 awansował do stopnia podpułkownika i został wyznaczony do służby w Szefostwie Artylerii WP w Warszawie jako starszy pomocnik i później szef wydziału. W 1963 ukończył kurs rakietowy w Akademii Artylerii Sił Zbrojnych ZSRR w Leningradzie. W 1968 awansował na stopień pułkownika. W latach 1969–1971 studiował w Wojskowej Akademii Sztabu Generalnego Sił Zbrojnych ZSRR im. K. Woroszyłowa w Moskwie, po czym został zastępcą szefa Wojsk Rakietowych i Artylerii Pomorskiego Okręgu Wojskowego w Bydgoszczy. W styczniu 1973 został dowódcą 2 Pomorskiej Brygady Rakiet Operacyjno-Taktycznych w Choszcznie. 1974–1976 szef Oddziału Operacyjno-Rozpoznawczego w Szefostwie Wojsk Rakietowych i Artylerii WP w Warszawie. W styczniu 1976 został szefem Zarządu IX Topograficznego Sztabu Generalnego WP - szefem Służby Topograficznej WP. 5 października 1978 Rada Państwa PRL mianowała go na stopień generała brygady. Nominację wręczył mu w Belwederze 11 października 1978 przewodniczący Rady Państwa PRL Henryk Jabłoński.
W okresie stanu wojennego w Polsce (1981–1983) był pełnomocnikiem Komitetu Obrony Kraju – komisarzem wojskowym na województwo krakowskie.
Od 1983 szef Sekretariatu Komitetu Obrony Kraju - zastępca sekretarza tego Komitetu (funkcję pełnił do 10 kwietnia 1990). 22 listopada 1990 roku zakończył zawodową służbę wojskową i został przeniesiony w stan spoczynku. 
Jest pochowany w grobie urnowym na Cmentarzu Wojskowym na Powązkach kwatera D24, rząd 19, grób 3.

## Odznaczenia
- Order Sztandaru Pracy II klasy (1989)
- Krzyż Komandorski Orderu Odrodzenia Polski (1982)
- Krzyż Kawalerski Orderu Odrodzenia Polski (1973)
- Złoty Krzyż Zasługi (1967)
- Srebrny Krzyż Zasługi (1951)
- Medal 40-lecia Polski Ludowej
- Złoty Medal „Siły Zbrojne w Służbie Ojczyzny”
- Srebrny Medal Siły Zbrojne w Służbie Ojczyzny
- Złoty Medal „Za zasługi dla obronności kraju”

i wiele innych odznaczeń resortowych i pamiątkowych

## Życie prywatne
Mieszkał w Warszawie. Żonaty żona Jadwiga Sulima (1928-2017), dwoje dzieci.